# القنفذ سونيك 3
القنفذ سونيك 3 (بالإنجليزية: 3 Sonic the Hedgehog ؛ باليابانية: ソニック・ザ・ヘッジホッグ3) هي لعبة فيديو من نوع منصات تم إصدارها عام 1994، وتعد الجزء الثالث في سلسلة الألعاب الشهيرة سونيك. لجهاز سيجا ميجا درايف . في هذه اللعبة، يتحكم اللاعبون في شخصيات سونيك وتيلز خلال مغامرتهما لاستعادة جواهر الفوضى التي سرقها النضناض ناكلز، حارس الجزيرة العائم. النضناض ناكلز هو شخصية جديدة تم تقديمها في هذه اللعبة كجزء من توسعة عالم سونيك. يظهر نكلز في البداية كعدو لـسونيك وتيلز، لكنه مع تطور الأحداث تتضح دوافعه، مما يضيف بُعدًا جديدًا للأحداث ويجعل القصة أكثر تعقيدًا وتشويقًا. يُعتبر ناكلز إضافة هامة لسلسلة سونيك، حيث يجلب معه دور الحارس ل الزمردة الرئيسية ويشكل تحديًا جديدًا في مغامرة سونيك.
ومن أبرز ما يميز هذه اللعبة هو دور مايكل جاكسون في تلحين بعض المقاطع الموسيقية، حيث قام بتلحين موسيقى النهاية التي تحمل لحنًا مشابهًا لأغنيته الشهيرة "غريب في موسكو" (Stranger in Moscow). بالإضافة إلى ذلك، قام جاكسون بتأليف مقطوعات موسيقية أخرى داخل اللعبة، مما يعكس تأثيره الفني الكبير في تلك الفترة ويضيف لمسة خاصة على التجربة الصوتية للعبة.

## الحبكة

سونيك وتايلز يطاردان الدكتور إغمان.

بعد أن هزم سونيك وتيلز الدكتور إغمان في القنفذ سونيك 2، تحطمت محطة الفضاء الخاصة بروبوتنيك، بيضة الموت (Death Egg)، على الجزيرة العائمة (أنجل آيلاند). أدى الاصطدام الناتج عن تحطم بيضة الموت إلى سقوط الجزيرة في المحيط. هناك، يلتقي دكتور إغمان بـالنضناض ناكلز، آخر عضو في حضارة قديمة من الإكّدنا الذين كانوا يسكنون الجزيرة. ناكلز هو حارس الزمردة الرئيسية (Master Emerald)، وهي الزمردة التي تمنح الجزيرة قدرتها على الطفو ولها قوة متساوية مع السبع زمردات الفوضى.
يخدع روبوتنيك نكلز ويجعله يعتقد أن سونيك يحاول سرقة الزمردة الرئيسية، وأن قاعدة الإطلاق هي قاعدة سونيك، مما يؤدي إلى تحول نكلز وسونيك إلى أعداء، بينما يقوم روبوتنيك بإصلاح بيضة الموت.
يتوجه سونيك وتيلز إلى أنجل آيلاند على متن طائرتهما التورنادو. يستخدم سونيك الزمردات الفوضى ليتحول إلى سوبر سونيك، لكن ناكلز يفاجئه ويسرق الزمردات. يسافر سونيك وتيلز عبر الجزيرة، مع مواجهة الفخاخ التي وضعها ناكلز ومحاولات إغمان لعرقلتهما.
في قاعدة الإطلاق حيث يتم إصلاح بيضة الموت، يقاتل سونيك وتيلز نكلز، ولكن في نهاية المطاف تنجح بيضة الموت في الإقلاع مجددًا. على منصة ملحقة بالبيضة، يقوم سونيك وتيلز بهزيمة روبوتنيك، مما يتسبب في تحطم بيضة الموت مرة أخرى على أنجل آيلاند. تستمر القصة في سونيك وناكلز.

## روابط خارجية
- القنفذ سونيك 3 على موقع IMDb (الإنجليزية)